# Мандревиллар
Мандревилла́р (фр. Mandrevillars) — коммуна во Франции, находится в регионе Франш-Конте. Департамент — Верхняя Сона. Входит в состав кантона Эрикур-Эст. Округ коммуны — Люр.
Код INSEE коммуны — 70330.

## География
Коммуна расположена приблизительно в 360 км к юго-востоку от Парижа, в 75 км северо-восточнее Безансона, в 50 км к востоку от Везуля.

## Население
Население коммуны на 2010 год составляло 218 человек.
| 1962 | 1968 | 1975 | 1982 | 1990 | 1999 | 2010 |
| ---- | ---- | ---- | ---- | ---- | ---- | ---- |
| 80   | 86   | 108  | 122  | 123  | 140  | 218  |

## Экономика
В 2010 году среди 142 человек трудоспособного возраста (15—64 лет) 109 были экономически активными, 33 — неактивными (показатель активности — 76,8 %, в 1999 году было 75,5 %). Из 109 активных жителей работали 104 человека (57 мужчин и 47 женщин), безработных было 5 (1 мужчина и 4 женщины). Среди 33 неактивных 14 человек были учениками или студентами, 15 — пенсионерами, 4 были неактивными по другим причинам.

## Фотогалерея

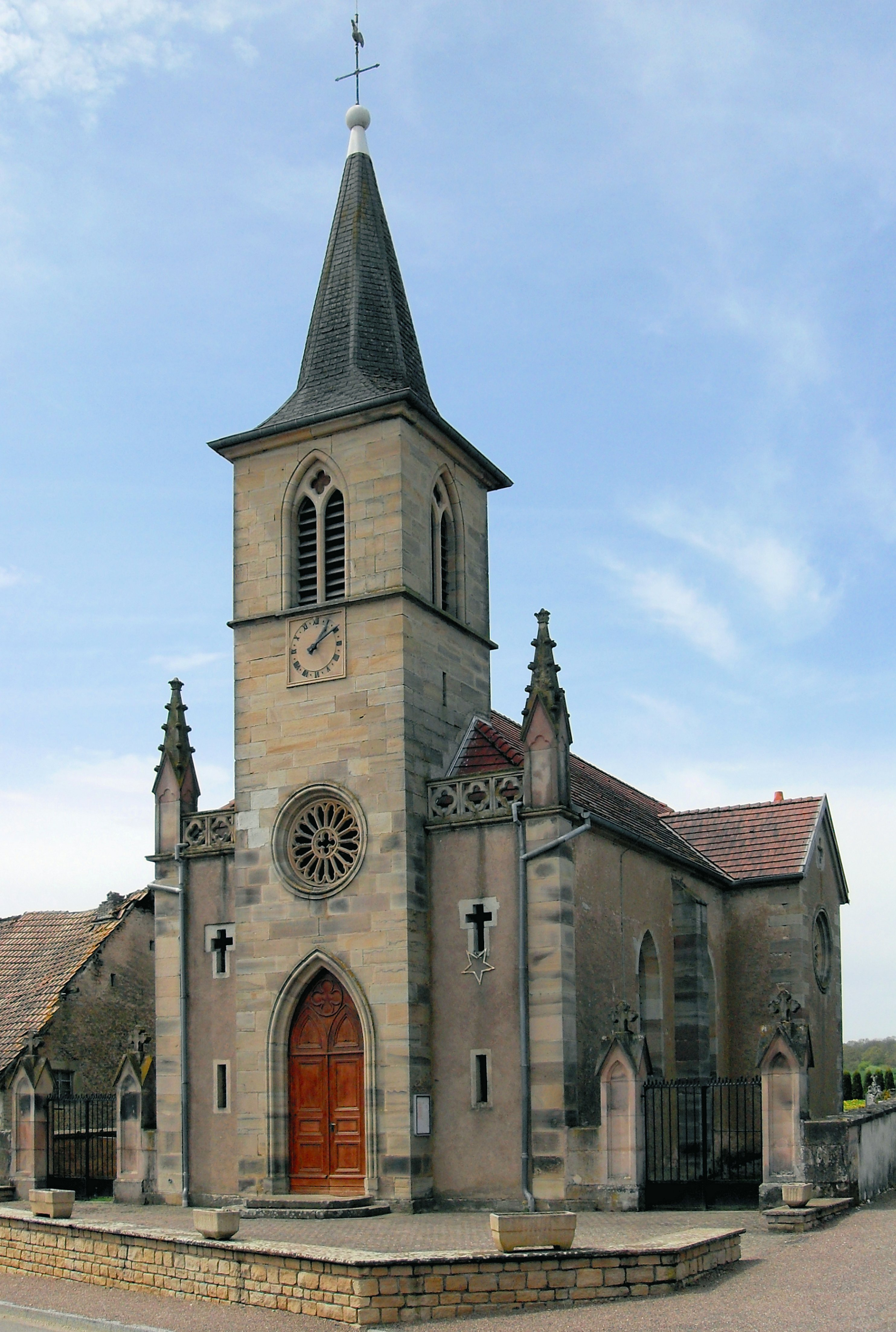
Церковь Успения Богоматери
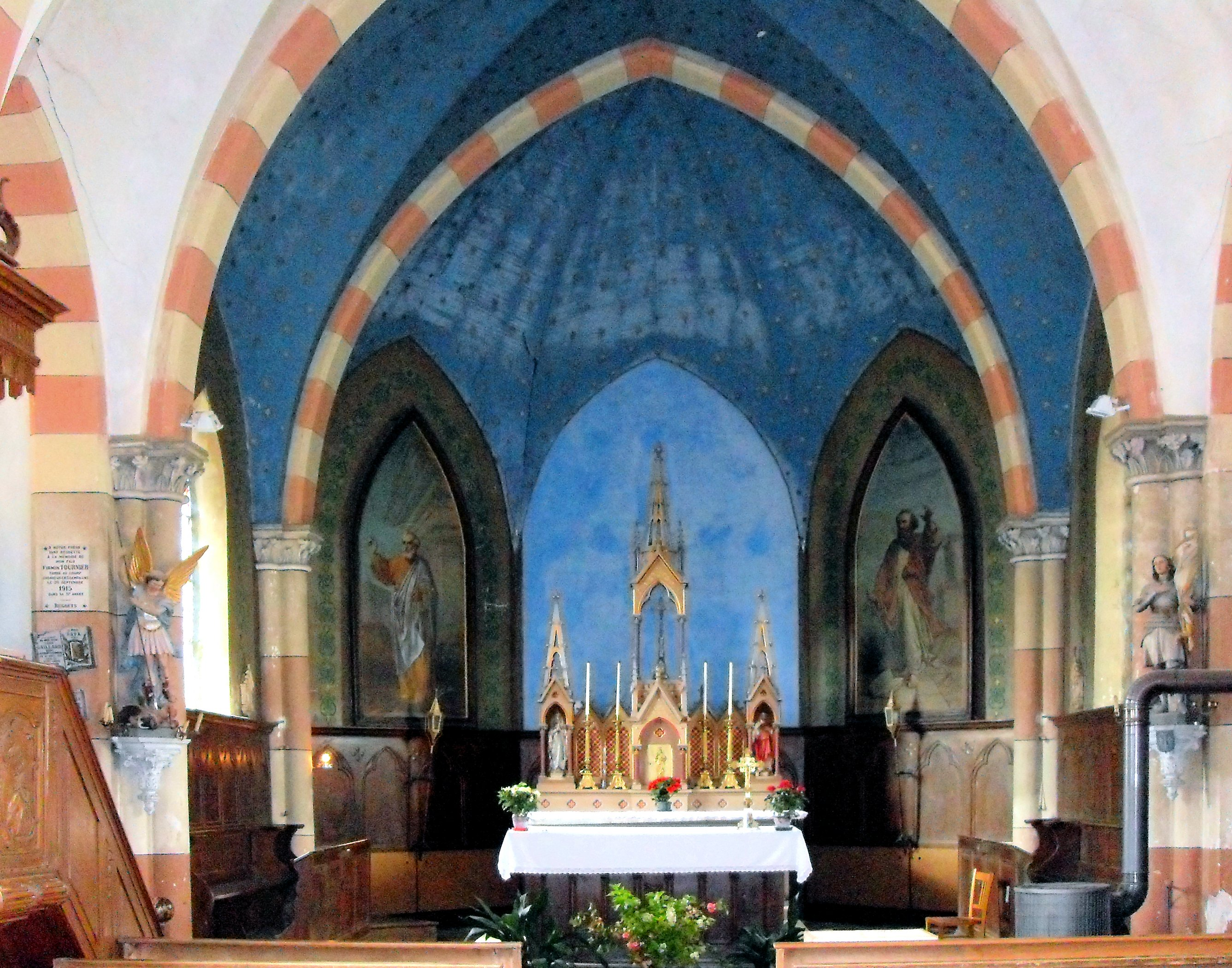
Интерьер церкви Успения Богоматери
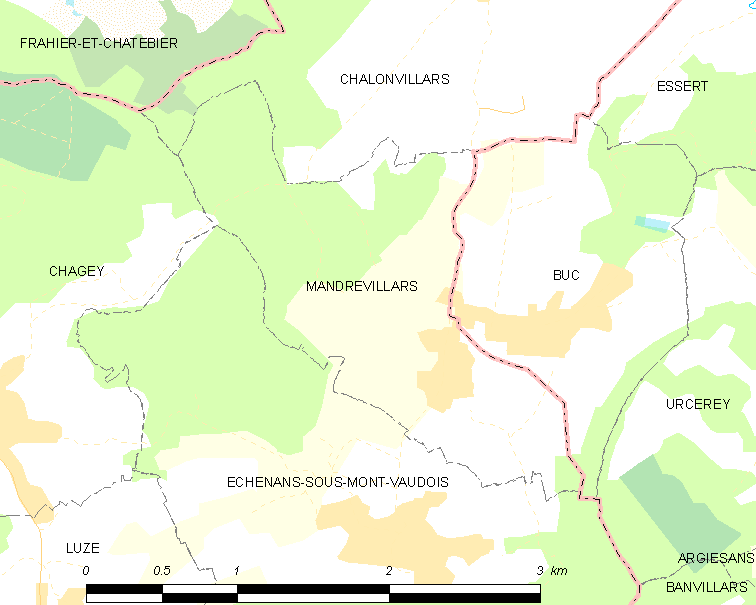
Карта коммуны